# Hockey Champions Challenge II
Hockey Champions Challenge II je međunarodno natjecanje u hokeju na travi. Igra se kao turnir, a održava se svake neparne godine.
Pokrenula ga je Međunarodna hokejaška federacija (FIH) 2009. godine.
Natječe se osam momčadi odnosno djevojčadi, a na osnovi izlučnog kriterija koji je postavila Međunarodna hokejaška federacija. Sastavi koji se natječu obično se ne natječju na Champions Trophyju niti na Champions Challengeu. Pobjednik odnosno pobjednica natjecanja plasira se u sljedeći turnir Champions Challengea.

## Muški
| 2009. | (Dublin)    | Poljska | 3:3 5:4 (raspucavanje | Irska     | Francuska | 4:3 produžetci | Malezija |
| 2011. | (Francuska) | Irska   | 4:2                   | Francuska | Rusija    | 3:1            | Škotska  |

## Žene
| 2009. | (Kazan) | Indija  | 6:3 | Belgija | Irska       | 2:1                    | Ukrajina |
| 2011. | (Beč)   | Belgija | 2:1 | Italija | Bjelorusija | 2:2 3:1 (raspucavanje) | Čile     |